# Francisco Ortiz Pinchetti
Francisco Ortiz Pinchetti (n. Distrito Federal; 1944) es un periodista mexicano.

## Trayectoria
Ha sido cronista de la transición política mexicana a lo largo de más de 40 años. Se ha especializado en trabajos de investigación que plasma en la crónica y el reportaje, dos géneros muy poco cultivados en los medios mexicanos.
Inició su carrera como reportero en el periódico Excélsior y Últimas Noticias y fue jefe de información del semanario Revista de Revistas de la misma casa editorial, hasta julio de 1976, cuando salió con el director Julio Scherer García tras el golpe perpetrado por el gobierno de Luis Echeverría contra ese medio.
Fundador de la revista Proceso en noviembre de 1976, fue reportero de asuntos especiales, coordinador y codirector. A lo largo de 24 años en ese semanario, para el que realizó más de un millar de reportajes, se especializó en temas políticos y particularmente en procesos electorales.
Después de convertirse en el "reportero consentido" del afamado Julio Scherer García, fue despedido de la revista Proceso en el año 2000, a raíz de una polémica por un supuesto tratamiento favorable que dio a sus reportajes respecto a la campaña presidencial de Vicente Fox.
El desenlace fue político, cuando después de una reclamación de más de 300 periodistas de todo el país por tal despido, Proceso evitó llegar a un litigio laboral y llegó a un acuerdo con Ortiz Pinchetti. Posteriormente, siendo director general de la agencia Notimex, dependiente de la Secretaría de Gobernación, publicó el libro El Fenómeno Fox. La historia que Proceso censuró, donde argumenta que su expulsión de la revista fue consecuencia de una "Alianza perversa" entre Francisco Labastida y Proceso, que incluía la nula publicación de información sobre Vicente Fox. Presiones de la propia Secretaría de Gobernación por la línea abierta y plural que durante su gestión se ejerció en la agencia noticiosa, tuvieron como desenlace su destitución de la misma.
Con casi cinco décadas de trabajo periodístico, es autor de Periodismo Cultural (UAM, 1985), De pueblo en pueblo, crónicas del pequeño México (Océano, 2000) y coautor de El Fenómeno Fox. La historia que Proceso censuró (Planeta, 2001). Fue director general de la Agencia Mexicana de Noticias (Notimex) del 1 de diciembre de 2000 al 30 de noviembre de 2001, y posteriormente colaborador del periódico El Universal.
En mayo de 1990 recibió el Premio Nacional de Periodismo “Manuel Buendía” a la trayectoria periodística, ortogado por 30 universidades del país.
También recibió el premio del periódico El Porvenir de Monterrey por el mejor trabajo periodístico realizado  en 1986, referente a las históricas elecciones en Chihuahua. Esa serie de reportajes sirvieron de base documental para que la Organización de Estados Americanos dictaminara contra el gobierno federal mexicano por haber perpetrado un fraude electoral contra el pueblo de Chihuahua.
Ortiz Pinchetti ha sido profesor de la Universidad Iberoamericana e impartido talleres de periodismo en la Universidad Autónoma Metropolitana. Fue parte de la directiva de la Unión de Periodistas Democráticos y es miembro de la Asociación Mexicana del Derecho a la Información.
Actualmente es columnista del sitio SinEmbargo.Mx y director de la empresa Grupo Libre Comunicación , dedicada a la asesoría en materia de medios, y director de Libre en el Sur, un periódico zonal de influencia en la delegación Benito Juárez del Distrito Federal, que por su línea crítica también se ha visto obligado a enfrentar el hostigamiento de las autoridades locales.

## Libros
- El Fenómeno Fox. La historia que Proceso censuró (2001) (coautor)
- De pueblo en pueblo: crónicas del pequeño México (2000)
- La Operación Cóndor (1981) (coautor)
- Enriquecimiento inexplicable (1981) (coautor)